# Hostel
Hostel (tựa trong tiếng Việt: Lò mổ) là bộ phim kinh dị - tâm lý năm 2005 của Mỹ được biên kịch, sản xuất và đạo diễn bởi Eli Roth. Câu khẩu hiệu của Hostel là "Welcome To Your Worst Nightmare" (dịch sang tiếng Việt: "Chào mừng đến cơn ác mộng tồi tệ nhất của bạn").

## Nội dung
Ba anh chàng Paxton, Josh và Óli cùng nhau đi du lịch châu Âu. Ở Amsterdam, cả ba gặp người thanh niên tên Alexei, người khuyên họ đến Slovakia để tìm những người phụ nữ xinh đẹp. Ba anh chàng đi tàu hỏa đến Slovakia, trên chuyến tàu họ gặp gã doanh nhân người Hà Lan kỳ lạ. Khi đến khách sạn, họ làm quen với hai cô gái Natalya và Svetlana. Đêm đó, Paxton và Josh ngủ với Natalya và Svetlana, trong khi Óli ngủ với cô nhân viên bàn giấy. Buổi sáng, Paxton và Josh ngạc nhiên vì không thấy Óli trở về, và không thể liên lạc với anh ta.
Josh lo lắng đòi rời khỏi nơi này, nhưng Paxton khuyên anh nên ở lại thêm một đêm nữa. Paxton ngủ quên trong vũ trường, trong khi Josh về khách sạn trước. Josh sau đó bị bắt đến một nơi xa lạ, anh bị gã doanh nhân người Hà Lan tra tấn đến chết. Khi Paxton thức dậy, anh về khách sạn nhưng không thấy Josh. Paxton tìm đến Natalya và Svetlana để hỏi Josh đang ở đâu. Natalya đưa Paxton đến chỗ nhà máy cũ. Một bọn côn đồ bắt Paxton vào bên trong, đi ngang qua mấy căn phòng anh thấy nhiều nạn nhân bị tra tấn dã man đến chết. Bọn côn đồ trói Paxton vào ghế để cho một gã người Đức tra tấn anh.
Bị cưa đứt hai ngón tay, Paxton vẫn cố thoát ra nhặt súng bắn chết gã người Đức và tên côn đồ, rồi bỏ trốn. Paxton lên tầng trên thay bộ đồ khác, tình cờ tìm thấy tấm danh thiếp ghi chữ Elite Hunting, nơi mà những người giàu có trả tiền để tra tấn du khách. Anh cướp chiếc xe hơi và giúp Kana - một cô gái người Nhật bỏ trốn cùng anh. Paxton thấy Natalya, Svetlana và Alexei đang đứng trên đường, anh liền tông chết bọn chúng.
Paxton không thể báo cảnh sát, vì cảnh sát vùng này hợp tác với tổ chức săn người. Đến nhà ga, Kana tự tử bằng cách lao vào tàu hỏa, vì cô kinh hãi với gương mặt đã bị biến dạng của mình. Paxton đành lên tàu một mình, anh nghe thấy giọng nói của gã doanh nhân người Hà Lan trên tàu. Chờ cho tàu ngừng ở Áo, Paxton bám theo gã người Hà Lan vào nhà vệ sinh. Paxton cắt hai ngón tay của hắn và cắt cổ hắn, trả thù cho bạn của anh. Paxton sau đó rời đi trên chuyến tàu khác.

## Diễn viên
- Jay Hernandez vai Paxton
- Derek Richardson vai Josh
- Eyþór Guðjónsson vai Óli
- Barbara Nedeljáková vai Natalya
- Jan Vlasák vai Doanh nhân người Hà Lan
- Jana Kaderabkova vai Svetlana
- Jennifer Lim vai Kana
- Keiko Seiko vai Yuki
- Lubomir Bukovy vai Alexei
- Jana Havlickova vai Vala
- Rick Hoffman vai Khách hàng người Mỹ
- Petr Janiš vai Johan
- Takashi Miike vai Miike Takashi
- Patrik Zigo vai Thủ lĩnh đám trẻ côn đồ

## Thông tin thêm
Trong phim có nhiều cảnh tình dục và kinh dị bạo lực, vì thế nên bộ phim không thích hợp cho trẻ em.